# Котловка (Гродненская область)
Котловка (бел. Катлоўка) — деревня в Островецком районе Гродненской области. Входит в состав Ворнянского сельсовета. До 2013 года деревня входила в состав Трокеникского сельсовета. Около Котловки находится одноимённый пограничный пропускной пункт с Литвой.

## Известные уроженцы
- Лебенсон, Авраам Дов Бер (1794—1878) — еврейский поэт и толкователь Библии.